# Impact (Schriftart)
Impact (engl. Wirkung, Eindruck) ist eine Groteskschriftart der Schriftfamilie Impact, die 1965 von Geoffrey Lee entworfen und von der Schriftgießerei Stephenson Blake veröffentlicht und verbreitet wurde. Sie ist Registered Trade Mark der Stephenson Blake Holdings Ltd. Die Rechte an der Schriftart liegen bei der Monotype Corporation.
Durch die extrem dicken Linien und die engen Buchstaben sticht diese Schriftart im Fließtext hervor und ist hauptsächlich, wenn nicht ausschließlich, für Überschriften geeignet und findet nur sehr selten in Texten Verwendung. Der Name spielt auf den Effekt an, den die Schriftart auf den Leser bewirken soll, nämlich Eindruck machen, die Aufmerksamkeit des Lesers fangen und vermitteln, dass das Geschriebene von Bedeutung ist. Zudem zeichnet sich Impact durch eine besonders große x-Höhe aus, die sich bis gerade mal ein Viertel unter der H-Linie erstreckt. Die Schriftart ist maßgeblich durch die Gestaltung der schmaleren Schriftart Haettenschweiler beeinflusst worden und weist Ähnlichkeiten zur Schriftart Compacta, sowie zur Schriftart Helvetica Inserat auf.
Im Juli 2010 veröffentlichte die Ascender Corp eine verbesserte Version der Schriftart. Diese beinhaltete ausgebaute Open-Type-Eigenschaften und wurde von Terrance Weinzierl und Steve Matteson entworfen. Das Update auf 2.35 brachte die momentan aktuelle Version der Schriftart.
Die Impact wird unter anderem mit Windows sowie dem Internet Explorer ab Version 3 mitgeliefert und ist Teil der Core fonts for the Web. Impact hat bis heute nachweislichen Einfluss: so ziert sie beispielsweise das Logo des St. Pancras Bahnhofs in London und das Logo der Internet Movie Database. Außerdem findet sie oftmals als Schriftzug von Memes Anwendung.

## Klassifikation der Schrift
Hans Peter Willberg würde sie in seiner Klassifikationsmatrix als statische Grotesk einordnen.

## Ähnliche Schriftarten
- Compacta
- Haettenschweiler